# Allen Read
Allen Walker Read (1 de junio de 1906 – 16 de octubre de 2002) fue un etimólogo y lexicógrafo estadounidense, conocido por haber investigado la etimología de palabras populares como okay y fuck. 
Fue catedrático de la Columbia University de 1945 a 1975.
Nacido en Winnebago, Minnesota, tras graduarse en la Universidad de Iowa en 1926, Read estudió con una beca de investigación Rhodes en la Universidad de Oxford de 1928 a 1931. 

## Publicaciones
- Lexical Evidence from Epigraphy in Western North America: a Glossarial Study of the Low Element in the English Vocabulary (1935), reeditado como Classic American Graffiti en 1977.[2]